# バプティスト・ルーソン＝ゴア
バプティスト・ルーソン＝ゴア閣下（英語: Hon. Baptist Leveson-Gower、1703年頃 – 1782年8月4日）は、グレートブリテン王国の政治家。1727年から1761年まで庶民院議員を務めた。

## 生涯
初代ゴア男爵ジョン・ルーソン＝ゴアと妻キャサリン（1675年5月19日 – 1723年3月7日、初代ラトランド公爵ジョン・マナーズの娘）の四男として、1703年頃に生まれた。1717年5月よりウェストミンスター・スクールで教育を受け、1720年4月22日にケンブリッジ大学セント・ジョンズ・カレッジに進学した。
兄にあたる第2代ゴア男爵ジョン・ルーソン＝ゴア（1746年にゴア伯爵に叙爵）がニューカッスル＝アンダー＝ライン選挙区で1議席を掌握しており、1727年イギリス総選挙でバプティストは同選挙区で難なく当選した。このとき、同じくトーリー党出身の議員を輩出するアマーシャム選挙区でも当選したが、ニューカッスル＝アンダー＝ライン選挙区の代表として議員を務めることを選択した。1734年イギリス総選挙では4人が出馬する中トップ当選（259票）を果たし、以降無投票当選を繰り返した。
議会では兄と同じくトーリー党に属し、1744年12月に兄が入閣したときもそれにならってブロード・ボトム内閣を支持、1745年から1749年6月まで下級商務卿（Lord of Trade）を務めた。しかしその後ベッドフォード派（第4代ベッドフォード公爵ジョン・ラッセルの派閥）に参加、1751年にベッドフォード公爵とともに野党に転じるなどゴア伯爵と一線を画すことになった。1761年イギリス総選挙で出馬せず議員を退任した。
1782年8月4日に死去した。生涯未婚だった。